# Myriophyllum variifolium
Myriophyllum variifolium är en slingeväxtart som beskrevs av J. D. Hook.. Myriophyllum variifolium ingår i släktet slingor, och familjen slingeväxter. Inga underarter finns listade i Catalogue of Life.